# Лесомашинный
Лесомашинный — посёлок в Вознесенском районе Нижегородской области. Входит в состав Благодатовского сельсовета.

## География
Посёлок находится в юго-западной части Нижегородской области на расстоянии приблизительно 18 километров по прямой на запад-северо-запад от посёлка Вознесенского, административного центра района.

## История
Основан был до 1917 года как небольшое поселение лесозаготовителей. В советские годы получил нынешнее название и стал местом перегрузки леса на железную дорогу (была построена ветка от станции Унор). После войны посёлок некоторое время развивался. Были построены жилые дома для рабочих, клуб, пекарня, восьмилетняя школа, два магазина. Но уже в начале 2009 года в посёлке проживала только одна семья.

## Население
Постоянное население составляло 26 человек (русские 96 %) в 2002 году, 0 в 2010.
| 1999 | 2002 | 2010 |
| ---- | ---- | ---- |
| 75   | ↘26  | ↘0   |